# Xavier-Félix Lallemant
Pour les articles homonymes, voir Lallemant.
Richard Xavier-Félix Lallemant, dit abbé Lallemant de Maupas, né sur la paroisse Saint-Godard à Rouen, le 8 mars 1729, où il est mort le 18 août 1810, est un prêtre, éditeur et traducteur français.

## Biographie
Il est le fils de Nicolas Lallemant, "ancien juge consul et quartenier" de la ville de Rouen (1729) et de Marie Antoinette Françoise Cornu. Frère de l’éditeur Richard-Gontran Lallemant et de Nicolas Conteray Lallemant, Xavier-Félix Lallemant embrassa l’état ecclésiastique, se livra avec succès à la prédication et devint vicaire général de l’évêque d’Avranches. Chargé, sous le règne de Louis XV, d’affaires relatives aux intérêts du clergé, il s’acquitta avec distinction de la mission délicate et honorable qui lui avait été confiée.
Revenu dans sa ville natale, il s’associa aux travaux de son frère et de son père et se fit connaître par quelques écrits dans lesquels il se montra littérateur savant. Il fut reçu en 1767 membre de l’Académie de Rouen qu’il présida en 1790. Forcé, lors de la tourmente de la Révolution, d’aller chercher un asile à l’étranger, l’abbé Lallemant passa en Angleterre où il continua de se livrer à de savantes études. De retour à Rouen au moment où l’Académie de cette ville venait d’être rétablie, il fut appelé à présider à sa réinstallation et prononça à cette occasion un remarquable discours.
Cet académicien s’est beaucoup occupé de savantes recherches sur l’origine des langues et des différents idiomes qui en sont dérivés. On a de lui un Mémoire sur l’Histoire naturelle de la parole, lu à l’Académie en 1790 ; Dissertation sur les plantes de Trianon ; une édition des Fables de Phèdre en latin et en français, avec des notes ; Bibliothèque historique et critique, servant de second volume à l’École de la Chasse de Verrier de La Conterie ; un Salluste latin, avec des notes, un Cornélius Népos, etc.

### Parenté
Il est le frère de Richard-Gontran Lallemant  et de Nicolas Conteray Lallemant.

## Œuvres
- Les Fables de Phèdre, affranchi d’Auguste, Rouen, N. & R. Lallemant, 1758
- Dictionnaire universel françois-latin, Rouen, Imprimerie privilégiée, 1788

## Sources
1. ↑  Archives départementales de Seine-Maritime, 3 E 999, registre 200, vue 188/291, 8 mars 1729, acte de baptême.

- Théodore-Éloi Lebreton, Biographie rouennaise, Rouen, Le Brument, 1865, p. 201
- Joseph-Marie Quérard, La France littéraire, Paris, Firmin-Didot, IV, p. 464